# STS-28
STS-28は、アメリカ航空宇宙局 (NASA) の30回目のスペースシャトルのミッションであり、そのうちアメリカ国防総省のために行われた4回目のミッションである。また、コロンビアの8回目の飛行となった。コロンビアは1989年8月8日に打ち上げられ、地球を81周して210万マイルを飛行し、8月13日にエドワーズ空軍基地第17滑走路に着陸した。コロンビアの飛行は、チャレンジャー号爆発事故の直前に行われた1986年1月のSTS-61-C以来となった。STS-28のミッションの詳細は機密であるが、ペイロードは、SDS-2通信衛星の初号機であったと広く信じられている。ミッションの高度も機密であるが、飛行距離と周回回数から、220kmから380kmの間であったはずである。

## 乗組員
- 船長 - ブリュースター・ショウ（英語版） (3)
- 操縦手 - リチャード・リチャーズ（英語版） (1)
- ミッションスペシャリスト1 - ジェームズ・アダムソン（英語版） (1)
- ミッションスペシャリスト2 - デビッド・リーストマ（英語版） (2)
- ミッションスペシャリスト3 - マーク・ブラウン（英語版） (1)

## ミッションの概要
コロンビアは、1989年8月8日午前8時37分(EDT)にフロリダ州のケネディ宇宙センター第39発射施設Bから打ち上げられた。
STS-28において、コロンビアは2機の衛星USA-40とUSA-41を放出した。初期の報告書では、STS-28の主要なペイロードは改良型のKH-11写真偵察衛星であると考えられていたが、後の報告書やアマチュア衛星による観測では、USA-40は、STS-38やSTS-53で打ち上げられたものと似た、第2世代の衛星データシステム(SDS)中継であったと考えられている。これらの衛星はLEASAT衛星と同じ設計のバスを持ち、同じように展開されたと考えられている。
このミッションでは、"Detailed Secondary Objective 469"の主要な要素の1つである11ポンドのヒトの頭蓋骨が初めて飛行した。このNASAとアメリカ国防総省の共同実験は、宇宙飛行中における放射線のヒトの頭蓋への透過について調べるためのものであった。組織を模し、10の層に薄く切られた女性の頭蓋骨がプラスチックのケースの中に置かれ、様々な深さの放射線レベルを記録するために、各層に数百の熱発光線量計が設置された。この実験装置は、スペースシャトルのミッドデッキのロッカーに置かれ、STS-36とSTS-31でも同様に行われて、異なる軌道傾斜角での放射線レベルが記録された。
飛行中、漏れの兆候が現れ、乗組員は姿勢制御システムのスラスタを停止した。また、姿勢制御システムのヒーターも故障した。STS-28の飛行後の分析により、機体の周りのプラズマの乱流のために、大気圏再突入中に熱防護システムが異常加熱していたことが発見された。詳細な報告では、突き出した溝の充填物が原因である可能性があるとされた。この充填物は、2005年に行われたコロンビア号空中分解事故後初のミッションであるSTS-114の際、船外活動で除去されたものと同じものである。Shuttle Lee-side Temperature Sensing (SILTS)の赤外線カメラは、このミッションでコロンビアでの2度目の宇宙飛行を行った。オービタの垂直安定板に設置された円筒形のポッドと周りの黒いタイルから構成され、大気圏再突入時の熱力学的状況をマップ化するために設計された撮像装置を内蔵していた。皮肉なことにカメラは、コロンビア分解事故が起こった最後の飛行で超高温プラズマによって破壊されたコロンビアの左舷の翼の方を向いていた。SILTSシステムは、合計6回のミッションでしか用いられなかったが、ポッドはずっとコロンビアに搭載されたままであった。コロンビアの熱防護システムは、STS-51-LとSTS-28の間に、ディスカバリーやアトランティスと似たものにアップグレードされ、また重量と転回時間の削減のため、たくさんの白いタイルは、フェルトのブランケットに交換された。STS-28で初めて公開されたその他の改良点には、軌道上でも容易に識別できるようにするため、コロンビアの名前が書かれた位置が、ペイロードベイのドアから胴体に移動したことがある。
コロンビアは5日間と1時間のミッションを終え、1989年8月13日午前9時37分(EDT)にカリフォルニア州のエドワーズ空軍基地に着陸した。

## ギャラリー
- 打上げ台上のコロンビア
- アラスカのマラスピナ氷河
- STS-28 Robbins Medallion.
- 打上げ前準備段階のSDS-2衛星
- コロンビアの左翼を写したSILTSの画像
- DSO 469の頭蓋骨
- SILTSのポッド